# Orada
Orada ali zlatobrov (znanstveno ime Sparus aurata) je morska riba iz družine šparov.
Ime zlatobrov je ta riba dobila zaradi značilnega zlato rumenega pramena nad očmi, med ribiči pa je bolj znana kot orada. Na Hrvaškem je riba znana tudi pod imeni komarča, podlanica, zlatica, ...

## Značilnosti
Orada je bočno stisnjena masivna riba z močno in parabolično zakrivljeno glavo z velikimi usti, v katerih so močni zobje (meljaki), s katerimi tre školjčne lupine, saj so školjke njena glavna hrana. Hrbet orade je modrozelen, boki sivomodri z vzdolžnimi temnejšimi progami, na zgornjem robu škržnega poklopca pa ima črno pego.
Zraste do dolžine 60 cm in doseže do 10 kg teže. Spolno dozori v drugem letu starosti, pri samcih pa se v tretjem ali četrtem letu moški spolni organi začnejo spreminjati v ženske. Tako so veliki primerki skoraj brez izjeme samice.

## Razširjenost
Orada živi povsod v obalnem pasu, do globine 20 metrov, zadržuje pa se v bližini večjih školjčišč. Pogosto se zadržuje tudi v somornici, zaradi česar dela veliko škodo v umetnih gojiščih školjk. Zaradi velike prilagodljivosti orade na veliko gojijo v ribogojnicah, kjer hitro raste in v dveh letih doseže prodajno težo med 25 in 30 dekagramov. Domovina orade so vsa morja Sredozemlja, Črno morje in obala Atlantskega oceana.

## Priljubljenost
Oradino meso je belo in izjemno okusno, pri večjih primerkih pa lahko postane nekoliko pusto. Ribe do teže 1 kg sodijo v najvišji kakovostni razred, pripravljajo pa jo na različne načine. Najbolj okusna naj bi bila kuhana, čeprav jo pogosto tudi cvrejo, pečejo in pripravljajo na žaru.
Orada je tudi izjemno priljubljena riba za športni ribolov. Lovijo jo s palico, na parangal, z mrežami, pa tudi s harpunami.